# ウルボス (ドゥ・レイン)
この項目では、スペインの鉄道車両メーカーであるCAFが展開する路面電車車両のウルボスのうち、ベルギーの公共交通事業者であるドゥ・レインに導入される車両について解説する。

## 概要・運用
ドゥ・レインはベルギーのフランデレン地域で公共交通を運営する公営事業者で、そのうちアントウェルペン、ヘントおよび北海沿岸の3箇所で路面電車を運営している。2017年、ドゥ・レインは老朽化した路面電車車両の置き換えや今後の延伸による輸送力増強を目的にスペインの鉄道車両メーカーであるCAFとの間に路面電車車両のウルボス（Urbos）を導入する契約を交わした。
ウルボスはCAFが展開する路面電車ブランドで、そのうちドゥ・レインに導入されるのは車内全体が低床構造となっている「ウルボス100」と呼ばれる車種である。流線形の前面を含む空力設計に基づいた近代的な外見を有しており、車内の乗降扉付近には車椅子やベビーカーが設置可能なフリースペースが存在する。
ウルボス100はドゥ・レインが運行する路面電車の全路線への導入が計画されており、各路線の導入予定両数などの詳細は以下の通りとなっている。
- ベルギー沿岸軌道 - CAFの工場で生産されたウルボスが最初に到着したのは、北海沿いを走るベルギー沿岸軌道である。当初は2020年の春季に導入される予定であったが新型コロナウイルス（COVID-19）の影響で最初の車両が到着したのは同年6月となった。その後は習熟訓練を兼ねた試運転が実施され、2021年4月3日から営業運転を開始し、同年6月には「ジーライナー（Zeelijner）」という愛称が付けられた。2024年時点で48両が使用されており、製造から40年近くが経過した従来の車両を置き換えている。また、今後の利用客増加や延伸計画を踏まえ、オプション分となる14両の追加契約を実施する計画も存在する[2][6][4][9][10]。
- アントウェルペン市電 - アントウェルペン（アントワープ）市内を走るアントウェルペン市電には58両が発注され、2023年1月30日から営業運転を開始した。そのうち40両は両運転台車両、18両は両運転台車両で、「スタッズライナー（Stadslijner）」という愛称が付けられている。これらの車両は2024年末までに納入が実施され、老朽化したPCCカーの置き換えが進行する事になっている[2][6][5][11]。
- ヘント市電 - ヘント市内の路面電車路線は古くから両運転台車両が用いられており、ウルボス100についても両運転台車両が18両導入される事になっている[2][6]。

車内（ベルギー沿岸軌道）
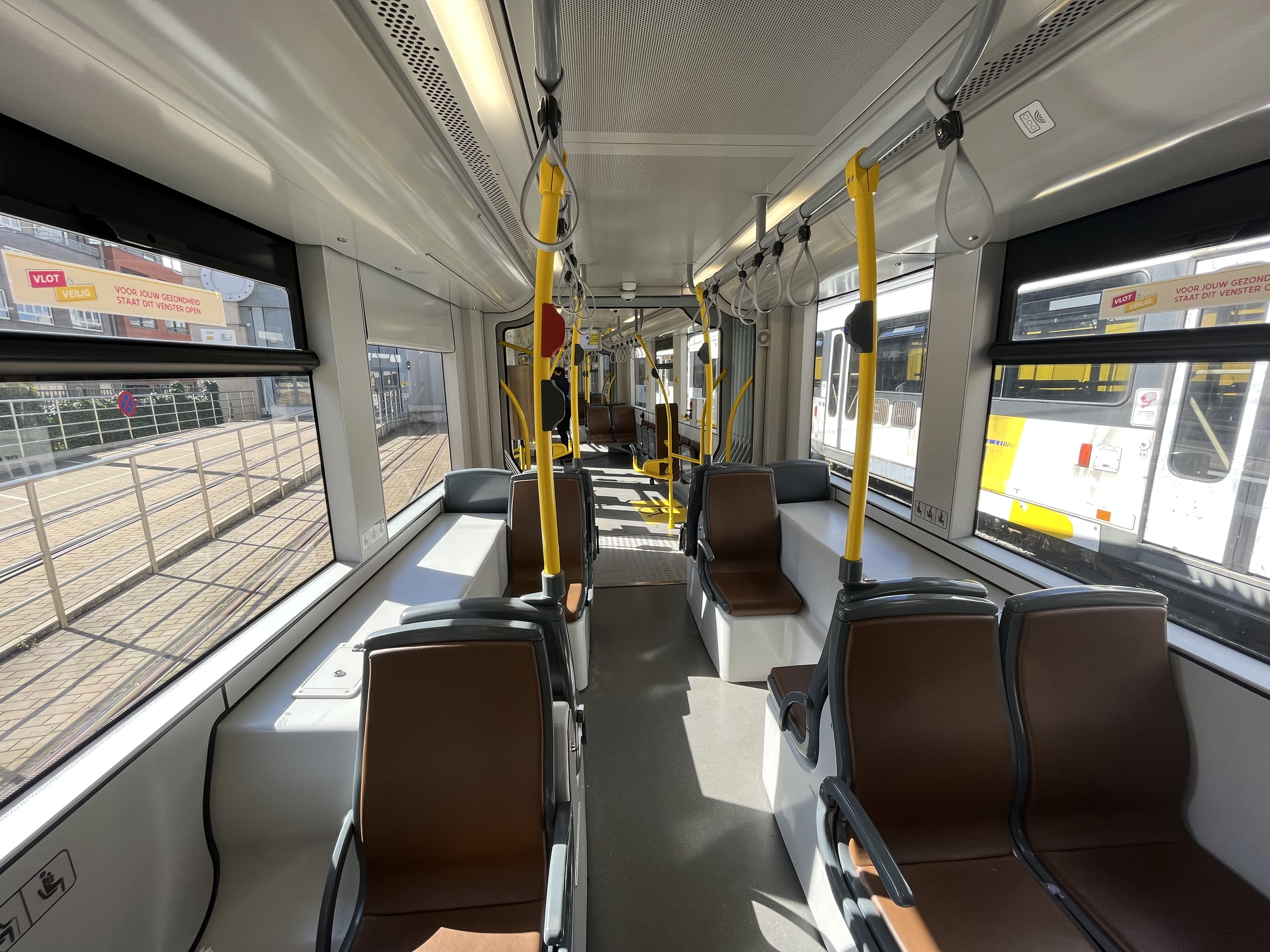
車内（中間車体）
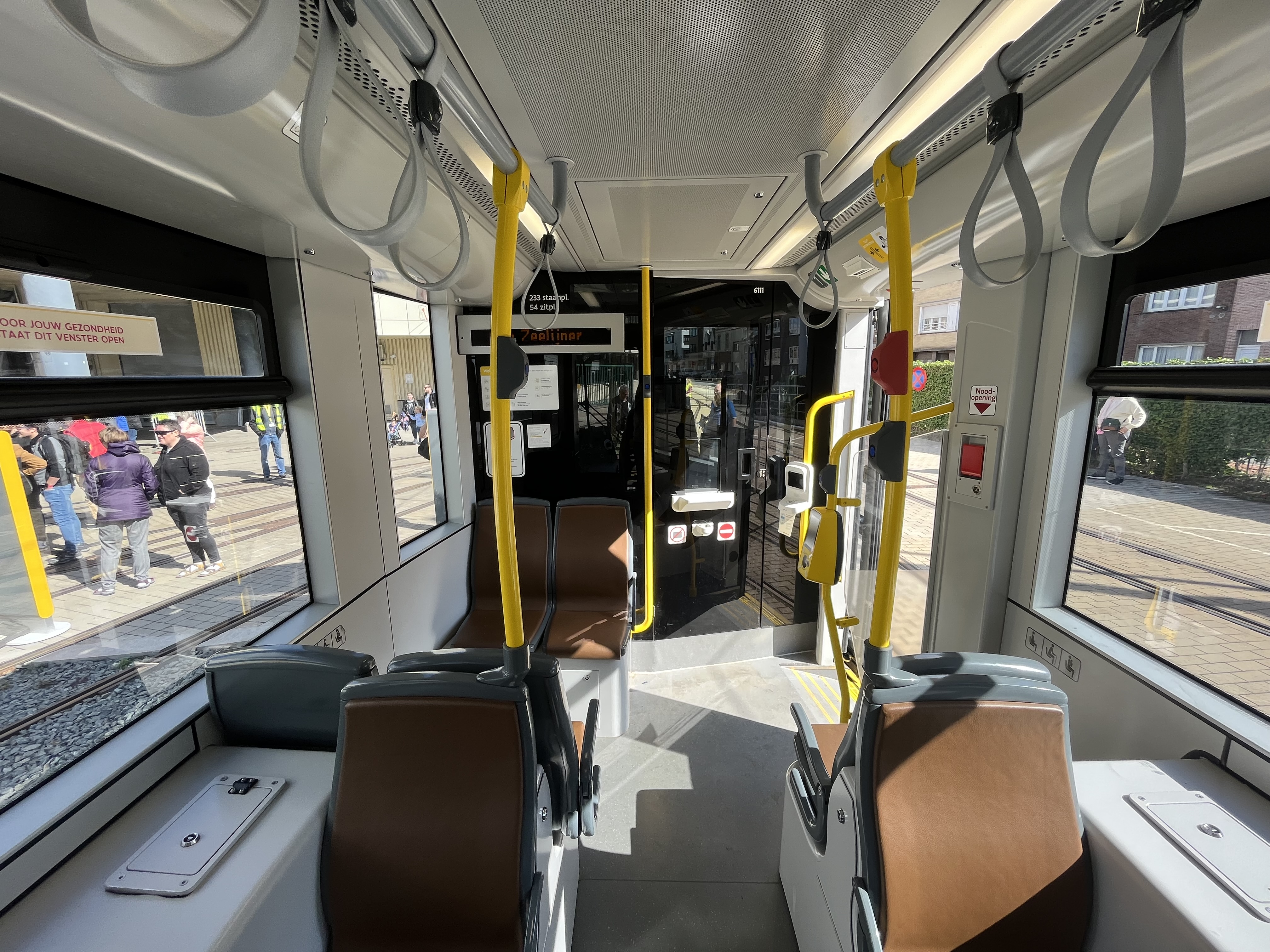
車内（前方車体、運転室付近）
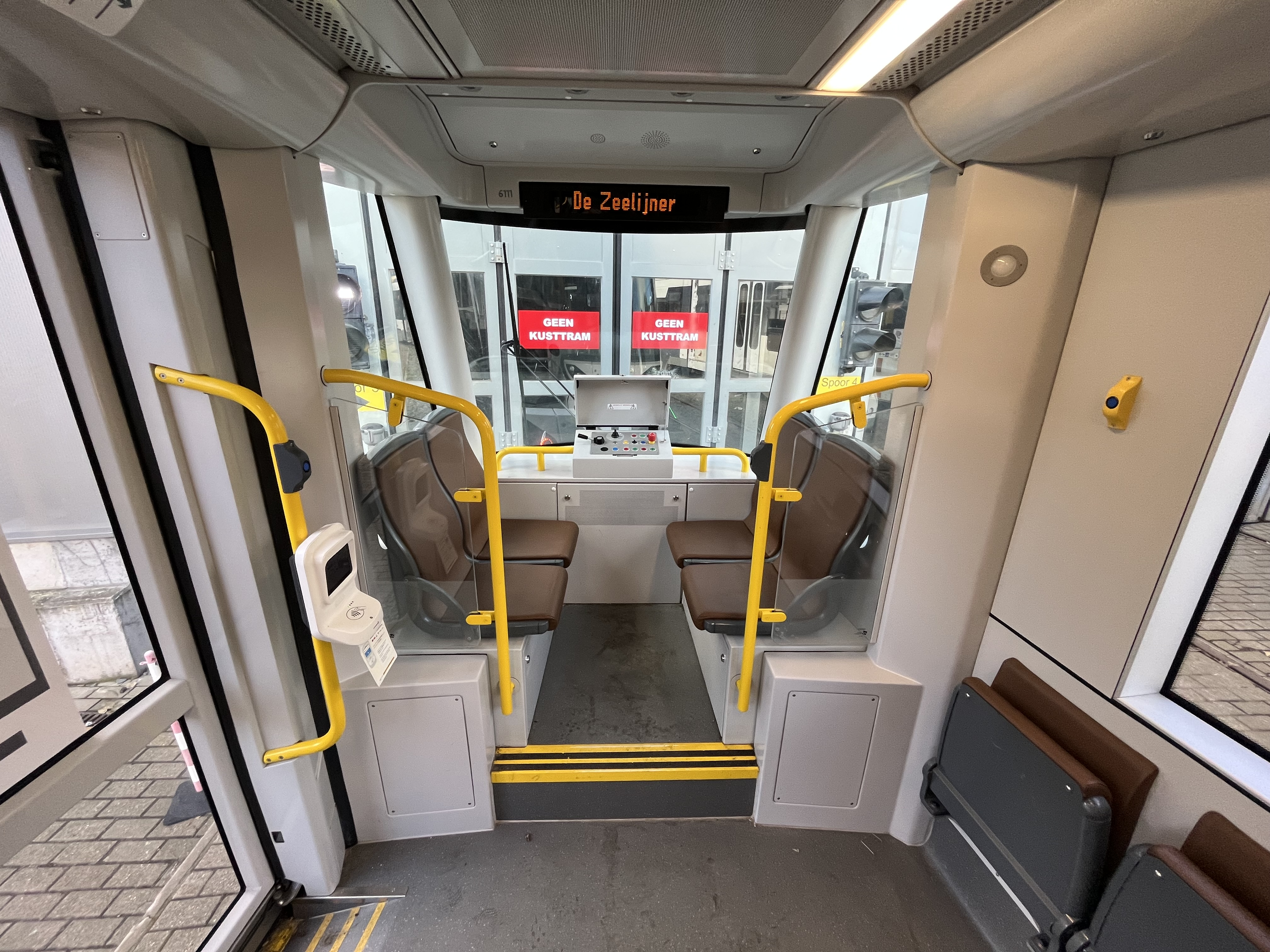
車内（後方車体）

## 主要諸元
| 路線       | 路線           | アントウェルペン市電                                        | アントウェルペン市電 ヘント市電                             | ベルギー沿岸軌道                                            |
| 編成       | 編成           | 5車体連接車                                                 | 5車体連接車                                                 | 5車体連接車                                                 |
| 運転台     | 運転台         | 片運転台                                                    | 両運転台                                                    | 片運転台                                                    |
| 両数       | 両数           | 40両                                                        | 36両                                                        | 48両                                                        |
| 全長       | 全長           | 31,433mm                                                    | 31,433mm                                                    | 31,433mm                                                    |
| 全幅       | 全幅           | 2,300mm                                                     | 2,300mm                                                     | 2,300mm                                                     |
| 重量       | 重量           | 39.57t                                                      | 39.887t                                                     | 39.454t                                                     |
| 定員       | 着席           | 54人                                                        | 38人                                                        | 54人                                                        |
| 定員       | 立席           | 126人                                                       | 140人                                                       | 133人                                                       |
| 定員       | 合計           | 180人                                                       | 178人                                                       | 187人                                                       |
| 定員       | 折り畳み座席   | 22人分                                                      | 16人分                                                      | 22人分                                                      |
| 定員       | 車椅子スペース | 2箇所                                                       | 2箇所                                                       | 2箇所                                                       |
| 備考・参考 | 備考・参考     | 立席定員の数値は乗客密度4人m/s2時 合計定員の数値は着席+立席 | 立席定員の数値は乗客密度4人m/s2時 合計定員の数値は着席+立席 | 立席定員の数値は乗客密度4人m/s2時 合計定員の数値は着席+立席 |

## ギャラリー

### ベルギー沿岸軌道

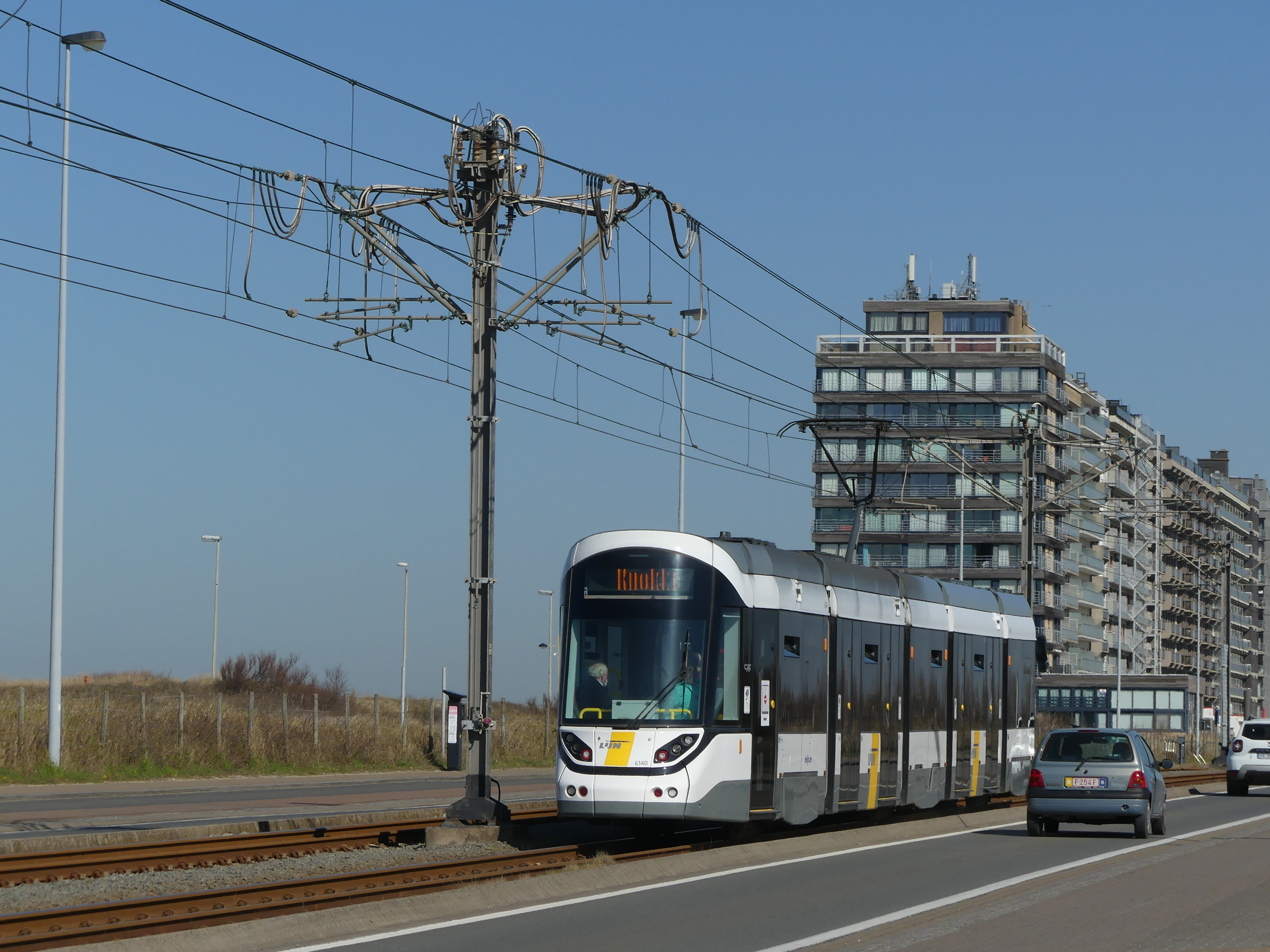
2022年撮影
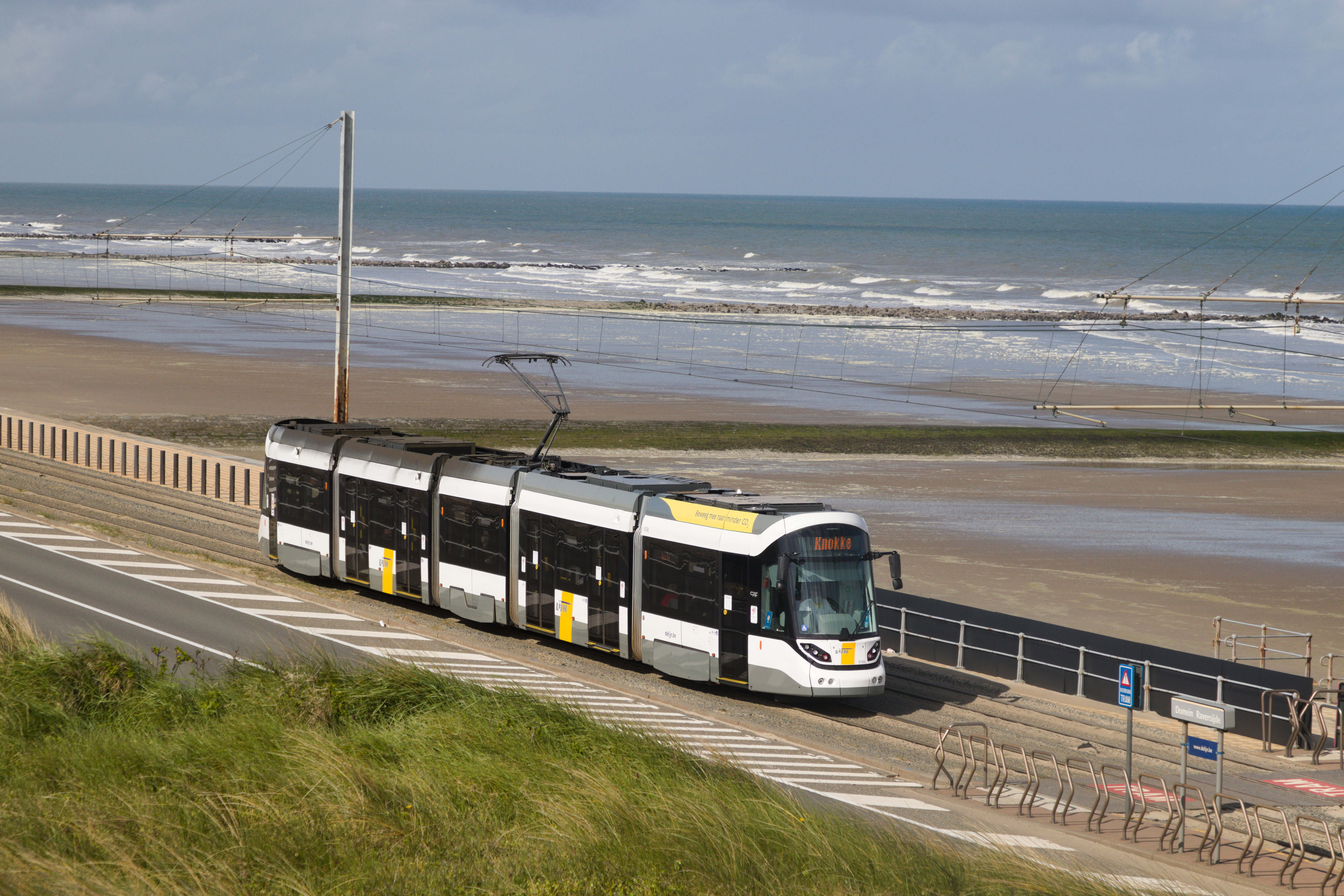
2023年撮影
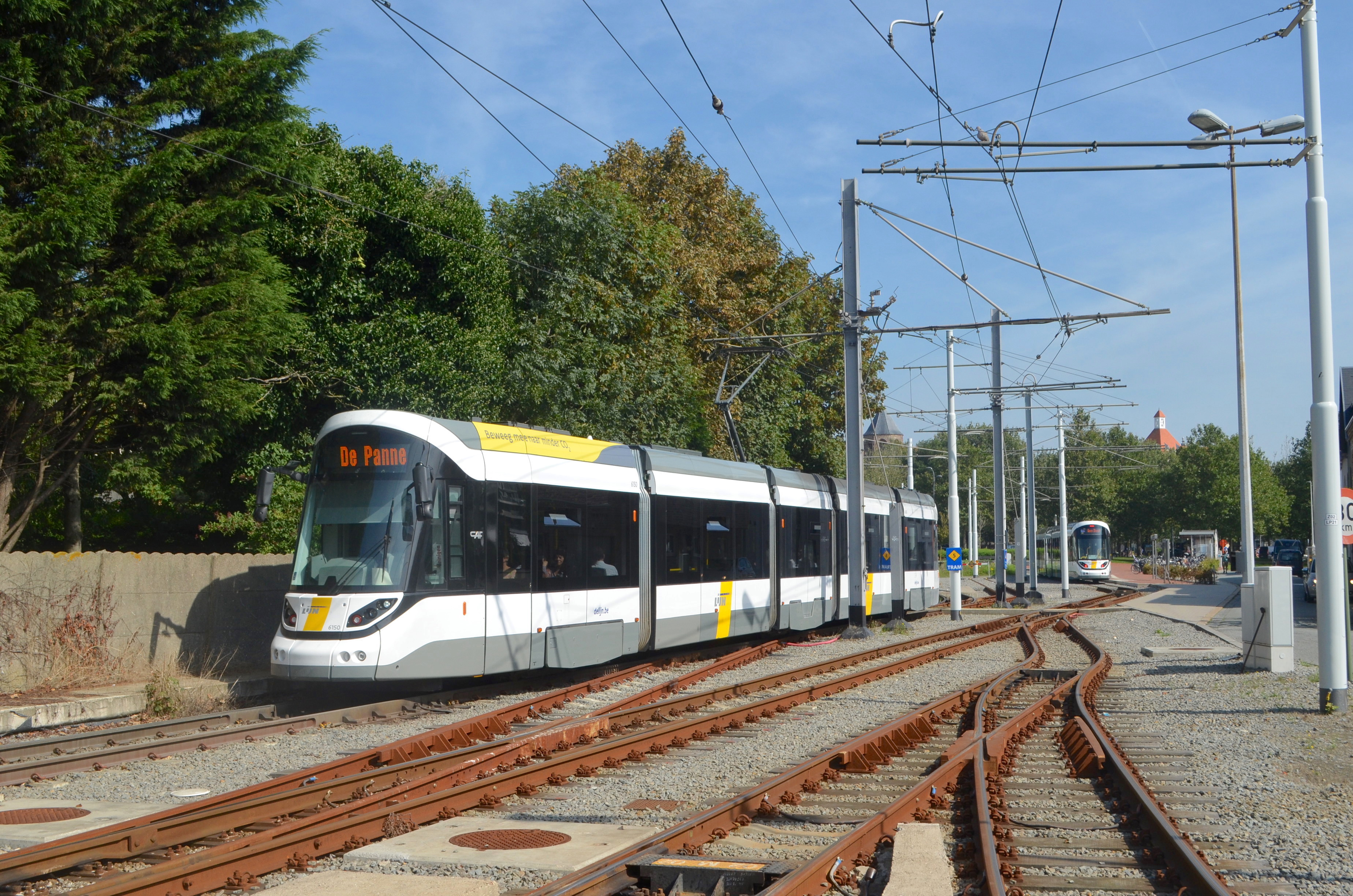
2023年撮影
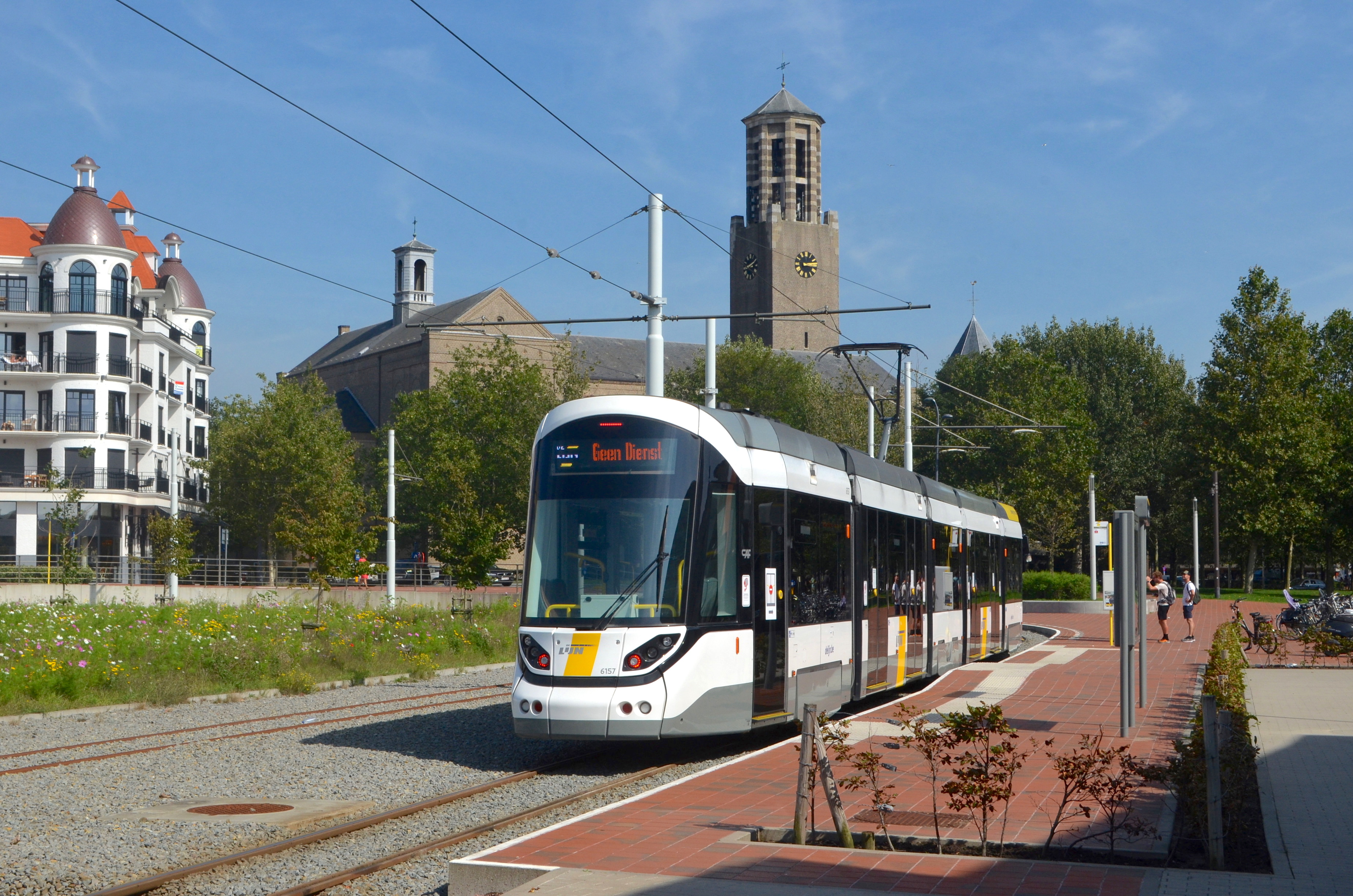
後方（2023年撮影）

### アントウェルペン市電

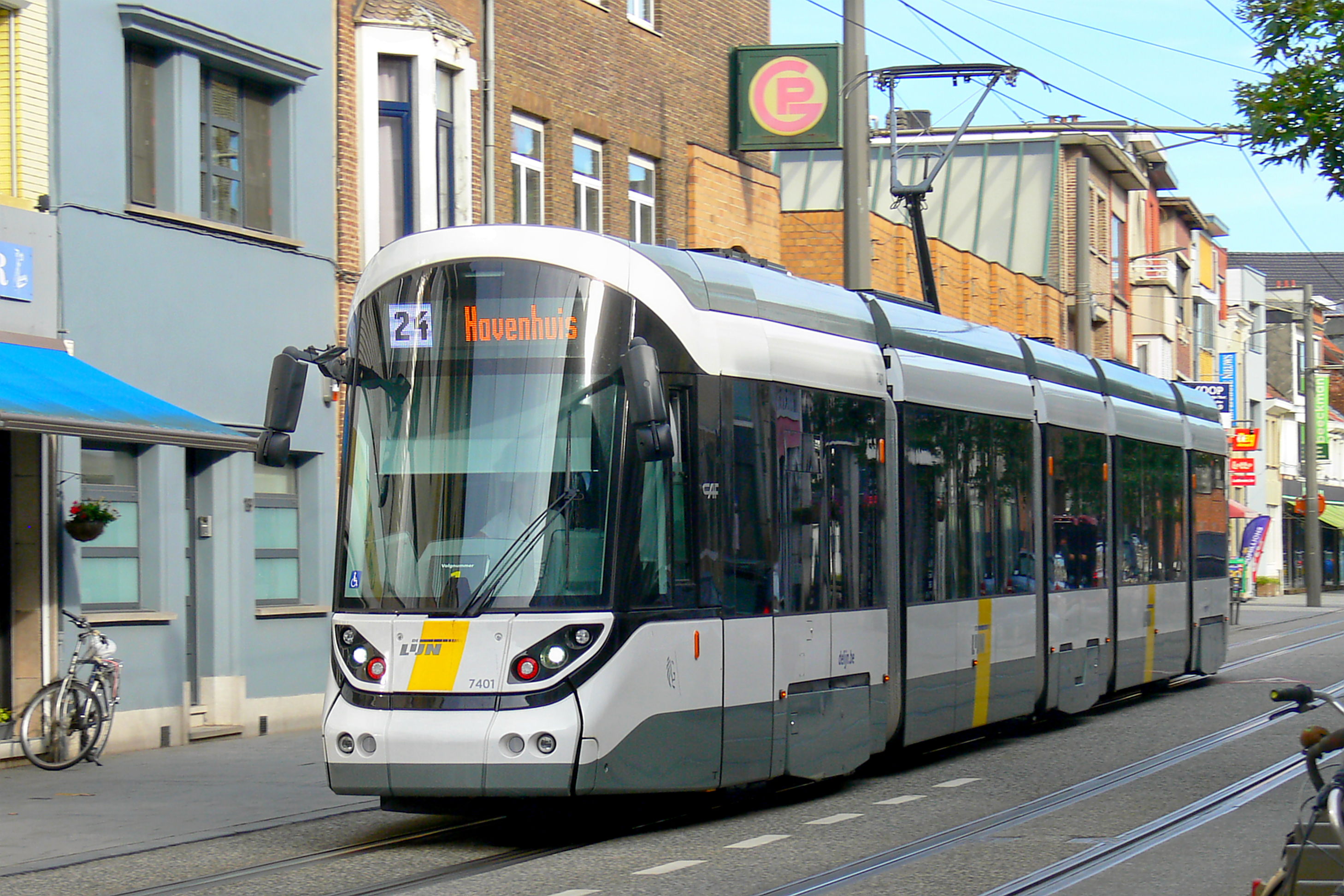
片運転台車両（2023年撮影）
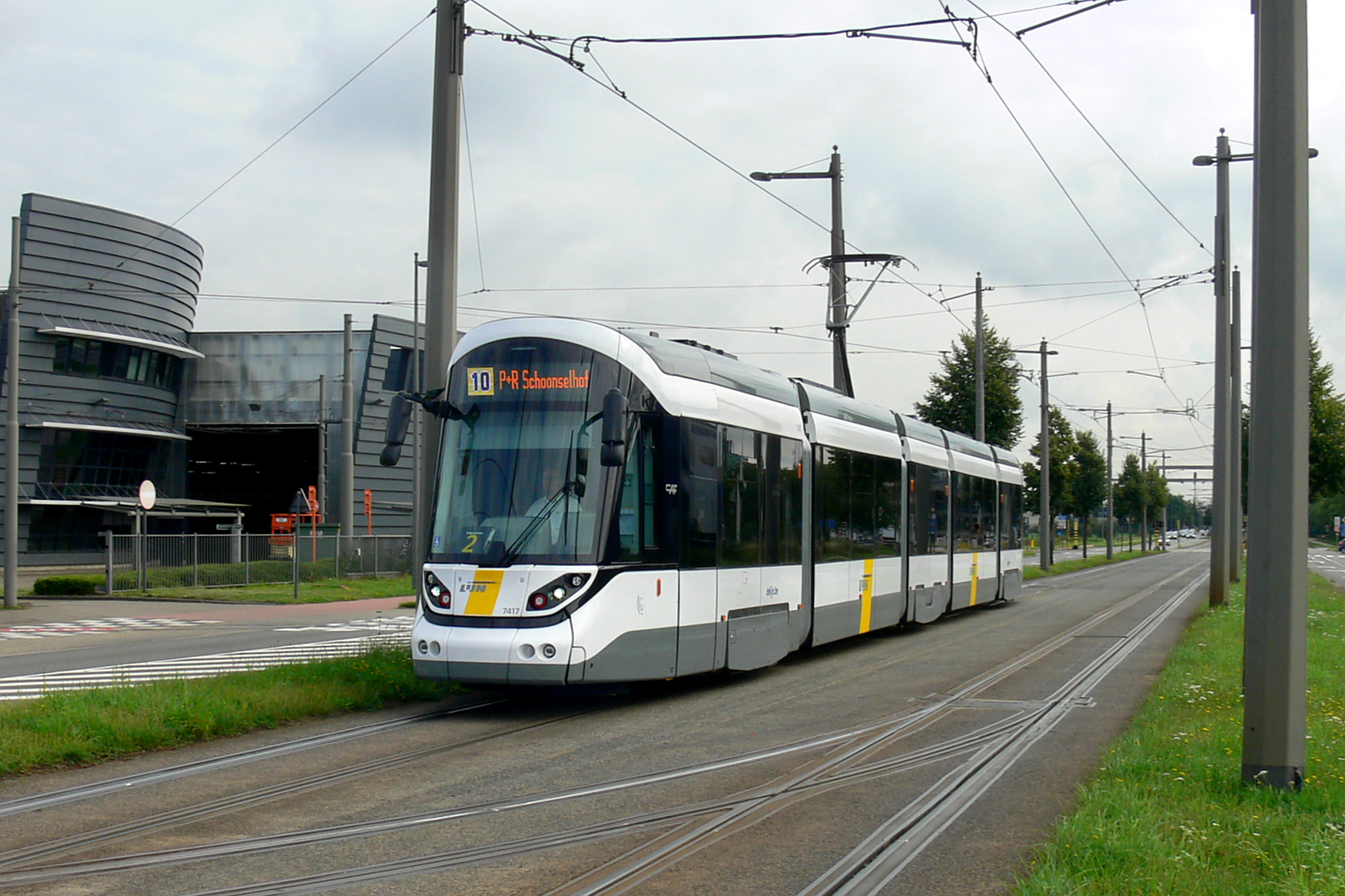
片運転台車両（2023年撮影）
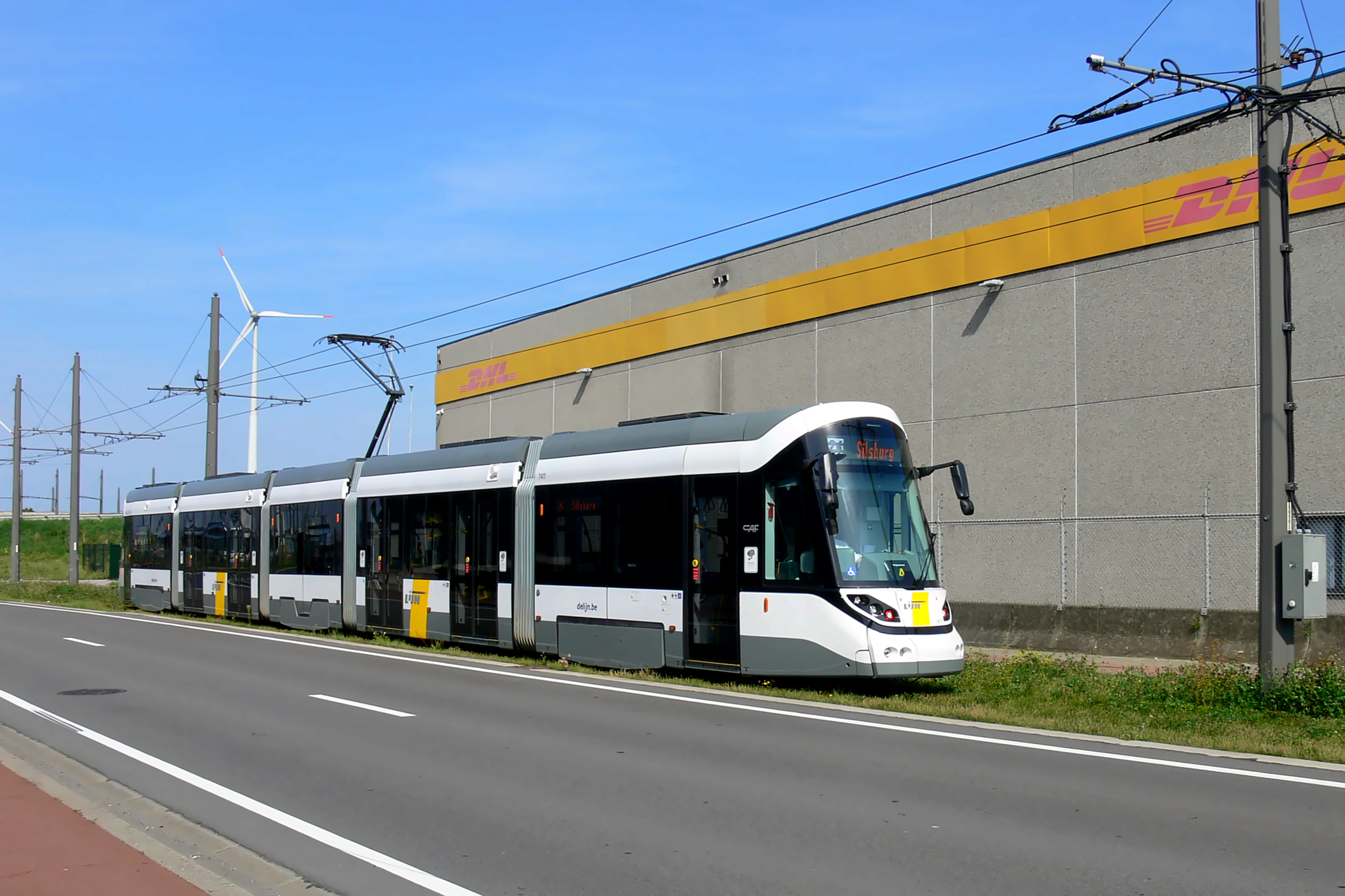
片運転台車両（2023年撮影）